# Pungudutivu
Pungudutivu är en ö i Sri Lanka.   Den ligger i provinsen Nordprovinsen, i den norra delen av landet, 290 km norr om huvudstaden Colombo. Arean är 30 kvadratkilometer.
Terrängen på Pungudutivu är mycket platt. Öns högsta punkt är 15 meter över havet. Den sträcker sig 6,8 kilometer i nord-sydlig riktning, och 8,0 kilometer i öst-västlig riktning.